# Hadsund

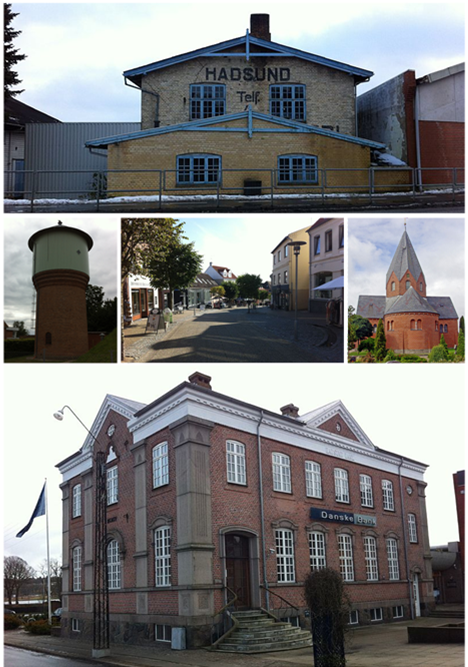

Hadsund este un oraș în Danemarca.